# Reguisheim
Réguisheim je občina v departmaju Haut-Rhin francoske regije Alzacija.
Leta 1990 je v občini živelo 1 536 oseb oz. 64 oseb/km².